# Daniel Birgmark
Björn Daniel Birgmark, född 5 mars 1973 i Grundsund, är en svensk finnjolle-seglare. Han deltog i de olympiska sommarspelen 2008 i Peking, där han placerade sig på en 4:e plats. Tidigare tävlade han i Laser, där han som bäst placerat sig 3:a i VM (1998).